# メピバカイン
メピバカイン（英: mepivacaine）とはアミド型の局所麻酔薬の一つ。メピバカインは迅速な発現時間（プロカインより早い）、中等度の持続時間（プロカインより短い）を有し、カルボカイン(Carbocaine)やPolocaineなどの種々の商品名で市販されている。最初に市販されたアミド型局所麻酔薬リドカインの合成から13年後に合成された。
メピバカインの酸解離定数pKaは7.6、局所麻酔薬としての力価はリドカインと同等、ブピバカインの1/4である。
メピバカインは1960年代からアメリカ合衆国で使用され始め、浸潤麻酔や区域麻酔のために使用される。日本でも 硬膜外麻酔、伝達麻酔、浸潤麻酔を適応として1959年から販売開始され、現在(2022年)まで使用され続けている。
メピバカインには光学異性体が存在するが、ラセミ化合物として臨床使用されている。
産科領域で用いることは禁忌ではないが、胎盤移行性が他の局所麻酔薬より比較的高いため、日本麻酔科学会による「麻酔薬および麻酔関連薬使用ガイドライン第3版」では、推奨されてはいない。無痛分娩で使用されることもあったが、2012年の時点では使用は一般的では無い。